# درگلین
درگلین (به لهستانی:  Dreglin) یک روستا در لهستان است که در گمینا گلینویتسک واقع شده‌است.